# Лебедзинский, Пётр

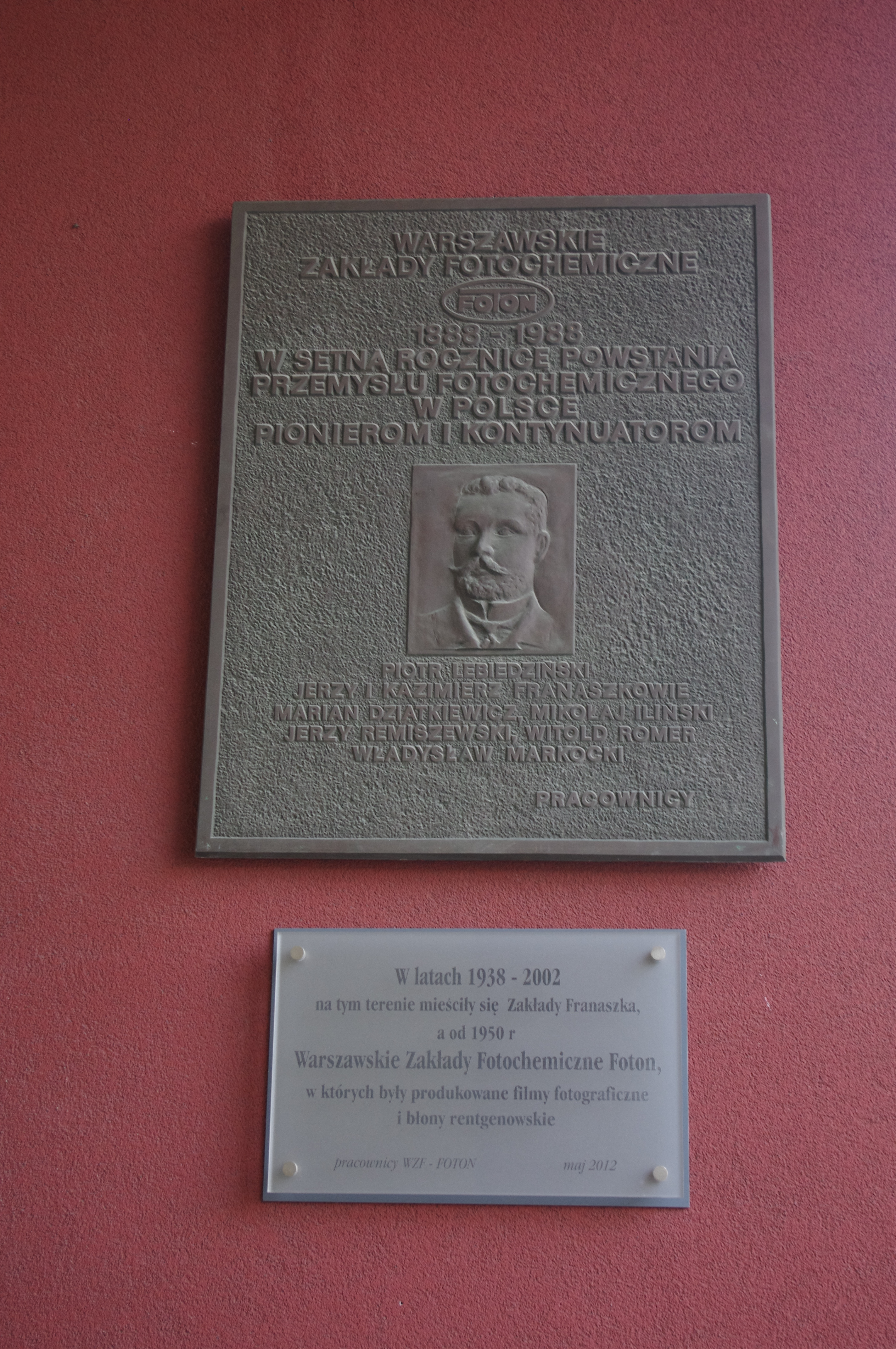
Мемориальная доска в Варшаве в память о П.Лебедзинском

Пётр Лебедзинский (пол. Piotr Lebiedziński; 1860, Сокулка, Российская империя — 30 января 1934, Польша) — российский и польский инженер-химик, пионер польской фотографии, кинематографа и фотохимической промышленности; предприниматель, конструктор и изобретатель.

## Биография
Родился в 1860 году в местечке Сокулка, находившемся тогда в составе Гродненской губернии Российской империи. Изучал химию в Санкт-Петербурге (окончил позднее Санкт-Петербургский политехнический институт) и переехал в Варшаву. Интересовался фотографией ещё со студенческих времён, сам делал фотографии и участвовал в выставках. В 1896 году познакомился с доктором Эдмундом Бернацким, который впервые представил в Польше фотографии, сделанные при помощи рентгеновского излучения, и выступил с лекциями на эту тематику.
Лебедзинский занимался предпринимательством и изначально владел магазином фотоматериалов в доме 65 по улице Краковского предместья в Варшаве. Позже он открыл ещё один магазин в доме 99 по улице Маршалковской, постоянно расширяя ассортимент. Так благодаря деятельности Лебедзинского в Польше появились первые производители кинематографических аппаратов, запчастей и всех материалов к ним.
В 1888 году Лебедзинским было начато производство в Польше фотографической бумаги, которое велось на фабрике в районе Прага. Там производились светочувствительные материалы и фотографические аппараты. Компания стала известной в Европе в первую очередь благодаря высокому качеству фотобумаги, которая экспортировалась в Берлин, Вену, Париж и Лондон. С 1896 года компания выпускает фотографические аппараты Chicago с размером 9x12 см, с 1900 года — стереоскопы Diops. В 1901 году получает золотую медаль в области промышленности на I выставке художественной фотографии в Варшаве.
В 1933 году, незадолго до смерти Лебедзинского (его не стало 30 января 1934 года в Варшаве) фабрика была преобразована в общество с ограниченной ответственностью Foton. ООО «Фотон» существовало до 1940 года, пока его не упразднило руководство Генерал-губернаторства Третьего рейха, но после войны было восстановлено, и в Варшаве возобновилась деятельность фотохимического завода FOTON.

## Общественная деятельность
Пётр Лебедзинский состоял в Польском обществе любителей фотографии, занимая с 1903 по 1906 и с 1913 по 1914 годы в нём пост члена Ревизионной комиссии. Занимался издательской деятельность в области фотографической техники и фотохимии. Соредактор журнала «Фотограф Варшавский» вместе с Яном Хойрихом, Станиславом Салаем и Яном Ярошинским.

## Изобретения
Как выпускник технического университета, Лебедзинский интересовался наукой и техникой. Так он занимался улучшением граммофона, конструированием звуковых мембран, проигрыванием граммофонных пластинок, изучением схем подводных лодок и самолётов. Тем не менее, известность ему принесли именно фотография и кинематограф: он стал пионером польского кинематографа. С 1893 года он интересовался живой фотографией, которая привела к появлению и кинематографа как такового. Техника тогда предусматривала съёмку серию изображений и проецирование их отпечаток с негативом, что приводило к образованию изображения, показывавшего плавное движение.
В 1895 году в сотрудничестве с Яном и Юзефом Поплавскими Лебедзинский построил устройство под названием «кинематограф Лебедзинского», которое представляло собой сочетание камеры, записывающей 14 кадров в секунду (по 5 на плёнку) и аппарата для отображения движущегося изображения. Запись и воспроизведение велись при помощи ряда стеклянных пластин, а не целлулоидной киноплёнки. В 1895—1896 годах аппарат использовался для снятия короткометражных, комедийных, фабуларизованных «фильмов» с участием актёров варшавских театров, в том числе Натальи Коницкой и Вацлава Шымборского.
В 1897 году по инициативе Александра Васютинского, инженера Варшавско—Венской железной дороги, Лебедзинский собрал аппарат, служивший для регистрации деформации рельсов, возникающей при прохождении поезда. Камера была установлена на рельсах и автоматически вела съёмку при проезде поезда. В 1919 году с инженером Станиславом Сливиньским он также собрал «циклоскоп» — проекционный киноаппарат для использования в школах.

### Конструкции
- 1895: «кинематограф Лебедзинского» — камера и проектор
- 1896: начало производства киноаппаратов Chicago 9x12
- 1897: устройство для фотохимической регистрации деформации рельсов
- 1900: первый польский стереоскопический аппарат Diops
- 1900: фотоаппарат Varsovie
- 1904: устройство для захвата движения зрачка глаза
- 1906: «звуковая голова» для записи звука
- 1919: аппарат для серийной съёмки «циклоскоп» — школьный проектор
- 1926: оптический затвор для проекционных киноаппаратов

## Парапсихология
Пётр Лебедзинский вместе с Юлианом Охоровичем интересовался парапсихологией, исследуя феномен психокинеза и эктоплазмы. С 1920 года — научный руководитель, позднее — почётный член Польского общества психических исследований Варшавы. Участвовал в Международных конгрессах психических исследований (1921, Копенгаген; 1923, Варшава; 1927, Париж). В 1921 году получил первый приз за свою работу. Почётный член Международного метапсихического института Парижа.
В 1923 году Лебедзинский выступил с рефератом «Идеопластия как основная гипотеза при парапсихологических исследованиях» (фр. L’ideoplastie comme hypothese directrice des etude metapsychiques), в котором изложил классификацию паранормальных явлений: 1) идеопластия личности (проявления разных личностей как продукт психической среды, в том числе и умерших); 2) идеопластия материи (призраки человека или даже фантомные объекты); 3) идеопластия энергии (первичные аномальные явления на энергетическом уровне — вращающиеся столы, удары и т. д.). Исходя из теоретических парапсихологических рассуждений Юлиана Охоровича, Лебедзинский отметил, что число парапсихологических явлений не ограничено и зависит только от фантазии и инициативы средств массовой информации и экспериментаторов.